# Tibialis-cranialis-Reflex
Der Tibialis-cranialis-Reflex ist ein Eigenreflex der hinteren Extremität, der insbesondere in der Kleintierneurologie zur Diagnostik verwendet wird. Dabei wird mit einem Perkussionshammer der Musculus tibialis cranialis beklopft, was beim gesunden Tier zu einer Beugung des Sprunggelenks führt. Die Nervenbahn ist der Nervus peroneus profundus, das Reflexzentrum befindet sich zwischen sechstem Lenden- und zweitem Kreuzsegment des Rückenmarks.